# Calle del Doctor Pichardo
La calle del Doctor Pichardo es una vía pública de la ciudad española de Segovia.

## Descripción
La vía es un tramo de lo que era la bajada de la Canaleja, que en su momento era más amplia e iba desde la calle de Cervantes hasta la del Carmen; ahora, la del Doctor Pichardo cubre el último tramo, el que llega desde el punto en el que conectan la de Arturo Merino y la de Santa Engracia hasta la mencionada del Carmen. Honra con el título al jurista y profesor Antonio Pichardo y Vinuesa (1565-1631). Aparece descrita en Las calles de Segovia (1918) de Mariano Sáez y Romero con las siguientes palabras:

Doctor Pichardo.—Es la cuesta bajada, que desde el comienzo de la calle de Cervantes se dirige a la plazuela de la Casa de la Tierra. Honra esta vía a D. Antonio Pichardo y Vinuesa, que vió la luz en Segovia en 1565, y estudiante en Salamanca de Filosofía y ambos Derechos, se graduó de bachiller y después de doctor, en 1591. Profesor de Código de Justiniano en Sevilla y después por oposición, de Instituta en la Universidad salmantina, explicó su cátedra con aplauso de sus discípulos; pero después, malquistado por el informe que dió sobre la provisión de cátedras, fué insultado y agredido con peligro de su vida en oposiciones que hizo. Quiso abandonar el profesorado, a lo que se opusieron sus adeptos, ganando la cátedra de Prima de Leyes, la principal de la Universidad, que explicó hasta 1620, en que se jubiló. Fué nombrado a seguida oidor de la Chancillería de Valladolid. Se dedicó en su vida a la publicación de obras e informes, la mayor parte escritos en latín y en la ordenación de estos trabajos le sorprendió la muerte en 23 de enero de 1631, siendo sepultado en la capilla de clérigos menores de Salamanca. Esta calle de Pichardo era la antigua Canaleja, inmundo tránsito que existía para comunicación entre la calle Real y el arrabal de San Millán. Ahora es una bajada con escalones, defendida por un fuerte pretil y dominada por las partes posteriores de las casas de las calles de Juan Bravo y de Cervantes; es un atajo de mucha concurrencia de transeuntes.
(Sáez y Romero, 1918, pp. 63-64)